# Amazoňan portorický
Amazoňan portorický (Amazona vittata; Boddaert, 1783) je endemický papoušek z čeledi papouškovitých.

## Taxonomie
Rozlišovány jsou dva poddruhy:
- amazoňan portorický malý (Amazona vittata gracilipes) — poddruh vymřel, dodnes není známo, zda se jednalo o jiný poddruh či o jedince amazoňana portorického velkého[2]
- amazoňan portorický velký (Amazona vittata vittata)

## Popis

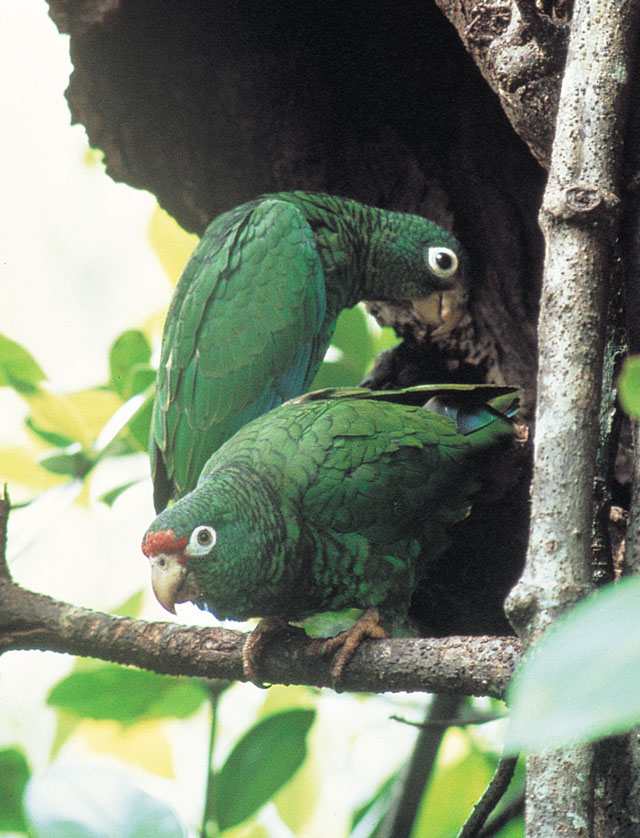
Pár amazoňanů portorických, který se je běžně trvalý

Dorůstá velikosti 28 až 30 cm a váží 250 - 300 g. Nemá pohlavní dimorfismus. Jeho peří má tmavě zelenou barvu. Jednotlivá pera mají modré lemy. Letky jsou tmavě modré.

## Výskyt a populace
obývá pouze ostrov Portoriko, především pak jeho severovýchodní část v oblasti Národního lesa El Yunque. V roce 2006 se populace amazoňana portorického odhadovala na 34 až 40 jedinců ve volné přírodě a na 143 jedinců chovaných v zajetí. Podle odhadů z roku 2012 však populace volně žijících jedinců vzrostla na 58 až dokonce 80 jedinců a 300 jedinců v zajetí.

## Potrava
Jako ostatní amazoňané je býložravý. Živí se květy, ovocem, listy, borkou a nektarem sbíraným v korunách stromů. Když se krmí, používá nohu k držení potravy.

## Hnízdění

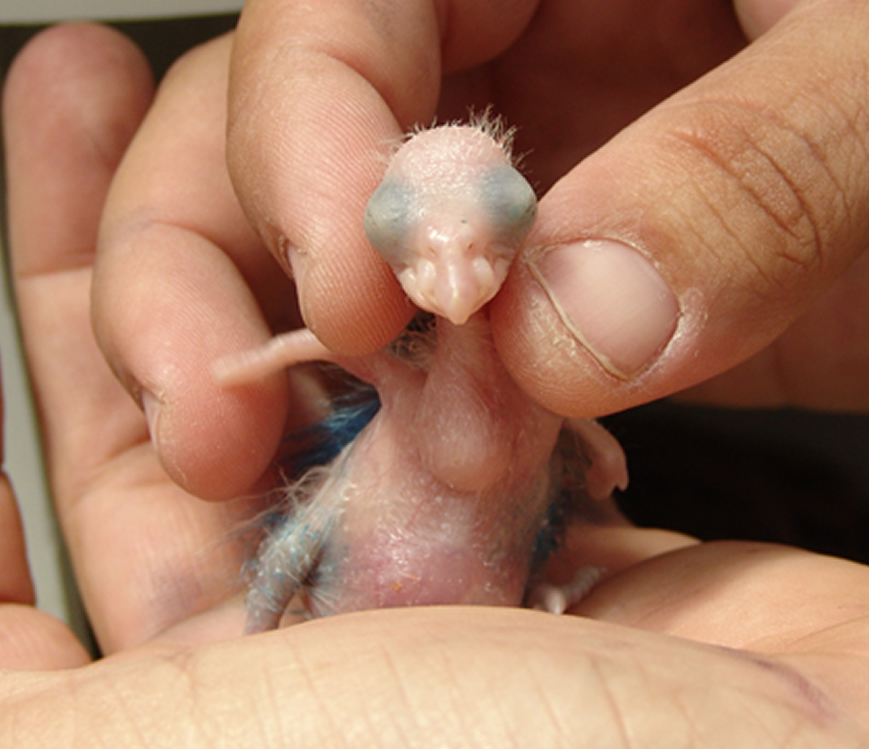
Čerstvě vylíhlé mládě

Amazoňan portorický vytváří trvalé páry, které jsou soudružné až dokud jeden z ptáků nezahyne nebo neopustí hnízdo. Samec může opustit samici, pokud je zraněná a spáruje se s jinou, "dokonalejší" samicí. Nově utvořené páry praktikují tanečky sestávající ze synchronního uklánění a roztahování křídel a ocasu.
Hnízdí v dutinách stromů, již hotových nebo vyhloubených jinými živočichy. Někdy hnízdí v budkách vyvěšených v rámci záchranného programu. Samec obvykle vede ve vyhledávání dutin ale konečné rozhodnutí je na samici. Nově nalezenou dutinu ptáci prozkoumávají a čistí. Nepoužívají žádnou výstelku.
Amazoňan portorický dospívá v přírodě ve 4, v zajetí ve 3 letech. Samice klade 2 - 4 vajec a zahřívá je sama 24 - 28 dní zatímco ji samec krmí. Mláďata jsou krmena oběma rodiči a vylétají v 60 - 65 dnech po vylíhnutí.

## Stav ohrožení
Amazoňan portorický je IUCN klasifikován jako kriticky ohrožený druh již od roku 1994. Je zařazen v CITES příloze I. 